# Баїля
Баїля (церк.-слов. баиля) — жінка, що лікує традиційними немедичними лікарськими засобами, переважно замовляннями, зашіптуванням; віщунка, ворожка, знахарка. В епоху, коли ефективні ліки проти багатьох хвороб не існували, традиційна народна медицина надавала магічним ритуалам пов'язаним із процесом лікування, різноманітним замовлянням, більшу вагу ніж власне лікам.
Слово походить від старослов'янського баяти, що має праслов'янське походження і значить «розповідати», зокрема «ворожити». Його відповідники існують і в інших слов'янським мовах (рос. баять, біл. баиць, пол. bajać, в.-луж. bać, н.-луж. bajaś, чеськ. bájiti, словен. bájati, болг. бая). В сучасній українській мові збереглися тільки похідні — байка, байкар, байкарський, байковий, бай-бай/баю-баю. В сенсі «ворожити» слово відоме за письмовими пам'ятниками Закарпаття: баиля — знахарка, бай — замовляння та знахарство, баянє — ворожіння. В сучасній українській мові слово та похідні від нього (в смислах пов'язаних із народною медициною) зникли через зменшення кількості осіб, що практикують ворожіння, знахарство, проте добре збереглися в південно-західному наріччі української мови:
- закарпатські баянє (ворожіння), баяти (ворожити)
- гуцульські баяти (замовляти, зашіптувати), баїтисє (піддавати цій процедурі), бай (замовляння), баїльник (ворожбит), баїля (те саме), баїльниця (те саме, жінка), баїта (пацієнт), баяня (зашіптування)
- бойківські байла (віщунка, ворожка), бала, балита (ворожбит), балич (син бали)
- наддністрянське байло (балакун)

і спорадично присутні в інших діалектах:
- поліське баяти
- степові баялац (знахар), баянка (замовляння), баять (замовляти), баяч (знахар), баячка (знахарка).